# Reginald Pole
Reginald Pole (12 mars 1500, Staffordshire – 17 novembre 1558), est un ecclésiastique et auteur britannique de la Renaissance. Il fut le dernier archevêque de Cantorbéry, catholique, cardinal de l'Église catholique romaine, légat pontifical à la première session du concile de Trente.

## Biographie

### Origines

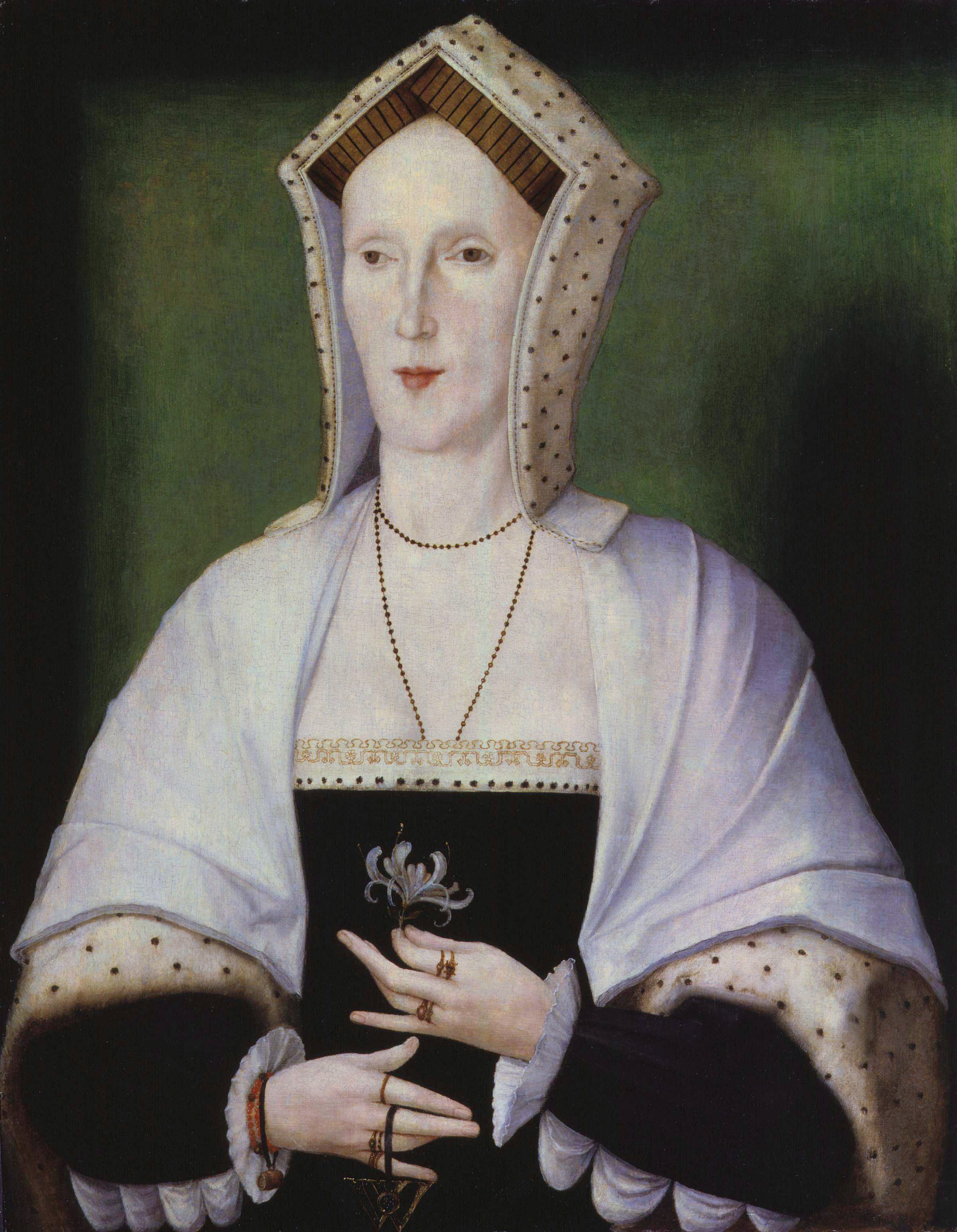
[http://www.npg.org.uk/collections/search/portrait.php?search=ap&npgno=2607&eDate=&lDate=%20National%20Portrait%20Gallery Portrait de femme, la tradition le reconnaît de Margaret Pole, VIII comtesse de Salisbury, (1535), National Portrait Gallery, London

Il était le troisième fils de Sir Richard Pole et de Margaret Plantagênet, descendant d’une ancienne famille du Pays de Galles, dont la mère était comtesse de Salisbury. Le père de Reginald se distingue dans les guerres d’Écosse, devenu chambellan de la reine, puis gouverneur du Pays de Galles, il fut un grand seigneur de l’époque. Celui-ci, en 1491, avait épousé Margaret Plantagenêt, comtesse de Salisbury, fille de Georges, 1er duc de Clarence et Isabelle Neville, nièce d’Édouard IV et sœur du comte de Warwick, Édouard Plantagenêt.

### Formation
Selon Dom Reginald Biron, Margaret Pole, après la mort de son mari Richard Pole, en 1505, trouva un ferme appui dans le jeune roi Henry VIII qui, à cause de ce que les Tudors avaient fait subir à la famille Plantagenêt, voulait redonner une place à ses cousins dans la noblesse d'Angleterre. C'est ainsi que le roi devint officiellement le protecteur de ses jeunes cousins et Reginald put achever sa première formation dans la chartreuse de Sheen entre 1507 et 1512, et continuer ses études à l'université d'Oxford.

#### Une très bonne éducation humaniste à l’université d’Oxford (1512-1521)

Thomas More par Hans Holbein le Jeune.

Interne de Magdalen College à l'université d'Oxford de 1512 à 1519, il suivit l'enseignement de William Latimer et de Thomas Linacre. Étudiant brillant, féru de grec et de latin, instruments précieux pour l'étude de la logique et de la philosophie à laquelle Reginald s'adonna avec ardeur, il soutint une thèse sur la morale et la logique et il fut fait bachelier le 27 juin 1515. En février 1518 Henri VIII le nomma doyen de la cathédrale de Wimborne, dans le Dorset.
Cependant, Pole demeura à Oxford jusqu'en 1521, où il eut l'occasion de fréquenter des gens qu'il devait plus tard retrouver dans de hautes fonctions et qui eurent sur sa vie une influence décisive. Par exemple, c'est de son séjour à l'Université que datent ses premiers rapports avec Thomas More qui se prolongèrent jusqu'à la mort du chancelier. Initié à un humanisme anglais, une parenté spirituelle unit Pole à Colet, More, Fisher, intellectuels anglais « qui après avoir contribué pour une part à implanter l'humanisme en Angleterre furent des hommes silencieux et austères, les défenseurs les plus passionnés de l'unité de l'Église ».

#### Son premier séjour à Padoue et ses nouvelles amitiés parmi les intellectuels italiens (1521-1526)
Reginald Pole demanda au roi, à l’exemple de ses maitres d’Oxford, de compléter sa formation humaniste à Padoue. Henry VIII ne s’y opposa pas et, au contraire, il est même probable qu’il se trouva fier des talents de son jeune cousin. À cette période, l’université de Padoue était un carrefour où se retrouvaient les esprits les plus brillants de toute l’Europe au point qu’Érasme la désigna l’Athènes de l’Europe. À Oxford Reginald Pole eut d’excellents tuteurs, car la Seigneurie de Venise, en honneur de son rang, lui donna pour professeur de philosophie l’un des plus savants de l’époque, Niccolò Leonico Tomeo (it) ainsi que Romolo Quirino Amaseo qui devint par la suite secrétaire du pape Jules III. Or, deux autres professeurs de l'Université, Flaminio et Lazzaro Bonamico devinrent les amis intimes du jeune Anglais et firent partie de sa « famille », c'est-à-dire qu'ils vivaient sous son toit et mangeaient à sa table, ainsi qu’un jeune étudiant, Christophe de Longueil, dont la mort prématurée fit écrire au jeune étudiant anglais, la Vita Longili « une de ses œuvres les plus belles et achevées ».
Mais Réginald Pole ne fréquentait pas uniquement à Padoue les cercles des maitres et des étudiants. Sa situation sociale lui permettait de pénétrer dans les milieux les plus choisis où il fut longtemps connu sous le nom de Monseigneur d'Angleterre. Ce fut vraisemblablement un de ses maîtres qui l'introduisit auprès de l'illustre Pietro Bembo. Le célèbre poète vénitien, le prince des humanistes, installé à Padoue depuis la mort de son patron Léon X pour y soigner sa santé, fut bientôt gagné par le charme qui se dégageait de la personne du jeune anglais, qui lui faisait écrire de Pole : « Monseigneur d'Angleterre, outre qu'il est de très noble extraction, est le plus vertueux, le plus instruit, le plus sérieux jeune homme, qui se puisse voir aujourd'hui dans toute l'Italie. »
À Padoue, Pole rencontra aussi d'autres personnalités comme Gianmatteo Giberti (anciennement membre de la Curie romaine de Léon X), Jacopo Sadoleto, Gianpietro Carafa (le futur pape Paul IV), Rodolfo Pio, Otto Truchsess, Stanislaus Hosius, Cristoforo Madruzzo, Giovanni Morone, Pier Paolo Vergerio le jeune, Pietro Martire Vermigli (Pierre Martyr), et Vettor Soranzo, ces trois derniers ayant d'ailleurs été condamnés pour hérésie.
Son élection au collège de Corpus Christi College d'Oxford, le 14 février 1523, lui fournit l'argent nécessaire pour poursuivre des études à l'étranger encore quelques années.
Après ses années de formation à Padoue, Reginald Pole part pour un bref pèlerinage à Rome avant de débarquer dans sa patrie en 1526.

### Difficultés avec Henry VIII

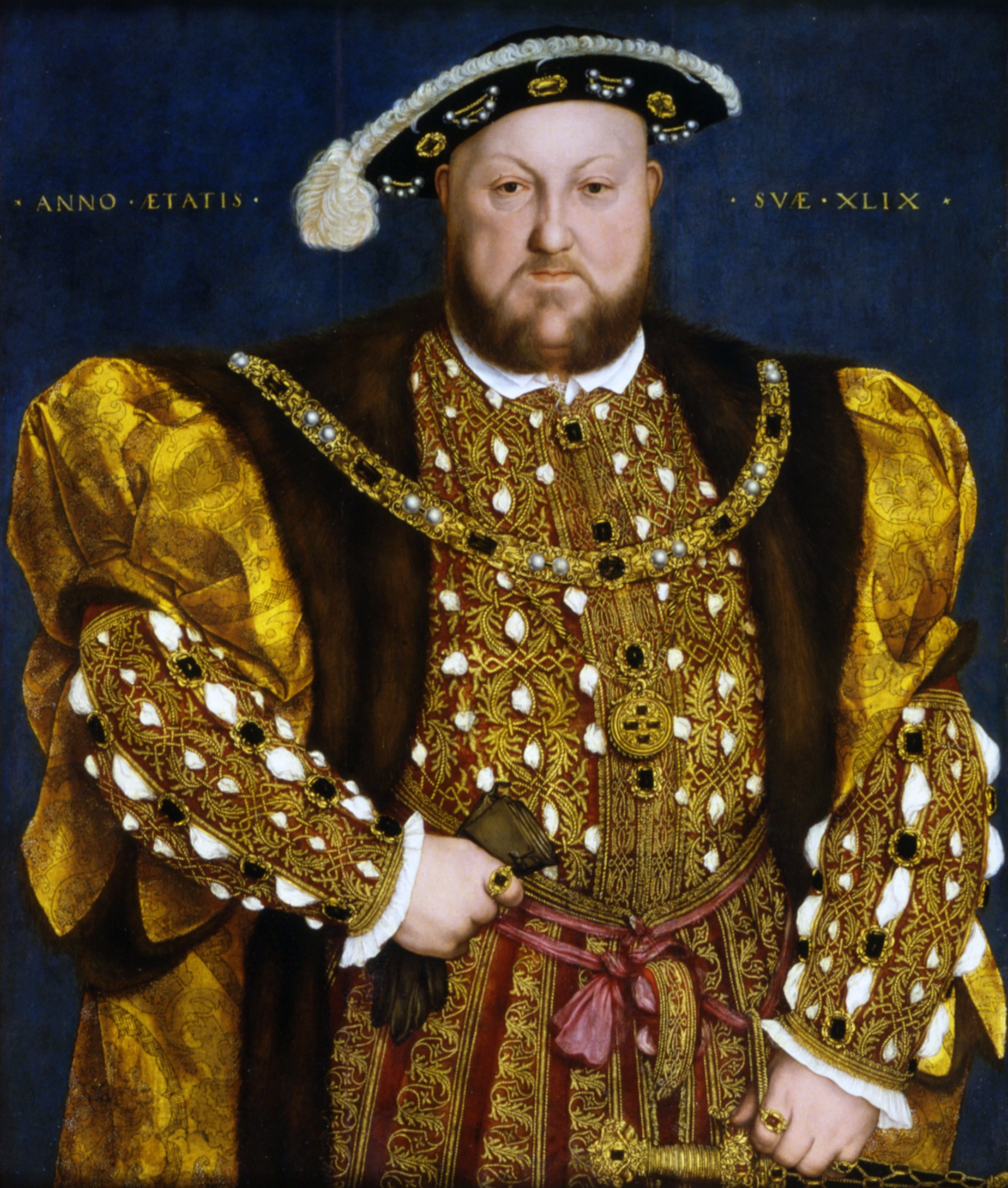
Henri VIII par Hans Holbein le Jeune.

#### Le retour en Angleterre et le schisme (1526-1532)
Pole retourna en Angleterre en juillet 1526, traversant la France en compagnie de Thomas Lupset.
Dès son retour en Angleterre, Pole, par son rang et ses capacités, aurait pu avoir une place politique importante ; cependant il s’écarte très vite de l’entourage du roi en demandant de loger à la chartreuse de Sheen pour une vie plus paisible et s’adonner ainsi aux études de théologie que jusqu’à alors il n’avait pas entamées. Pour prendre encore plus de distance avec la cour et ses mesquineries, il sollicite du roi, peu de temps après, la permission d’aller faire ses études de théologie à l’Université de Paris.
Toutefois, à la fin de 1529, Henry VIII envoie des agents dans les diverses facultés d’Europe pour recueillir les opinions des théologiens et des canonistes en faveur de son divorce avec Catherine d'Aragon et faire pression sur le verdict de Rome : Reginald Pole, se trouvant déjà en France, fut sollicité pour s’occuper lui-même de ce dossier auprès des maitres de la Sorbonne. Cependant, très vite, il demanda de laisser sa fonction au profit d’Edward Foxe. En effet, Pole était contre ce divorce ; Henri VIII lui refuse le siège de York, laissé vacant par la mort de Thomas Wolsey et le diocèse de Winchester.
Malgré cela, le 1531, le roi Henry VIII fait signer aux deux chambres ecclésiastiques les 5 articles de reconnaissance de l’acte de la suprématie royale : c’est le premier pas de la rupture avec Rome. Dans ce contexte de tension politique, dangereux pour ses idées, Pole demanda au roi de pouvoir partir en Italie pour perfectionner ses études. Malgré les convictions de son cousin, Henry VIII le laissa quitter le royaume en confirmant une pension annuelle de 400 ducats avec l’espoir que son protégé, avec le temps, consentirait à sa cause.

#### Son deuxième séjour à Padoue et les réseaux d’amitiés autour deBemboetContarini(1532-1536)

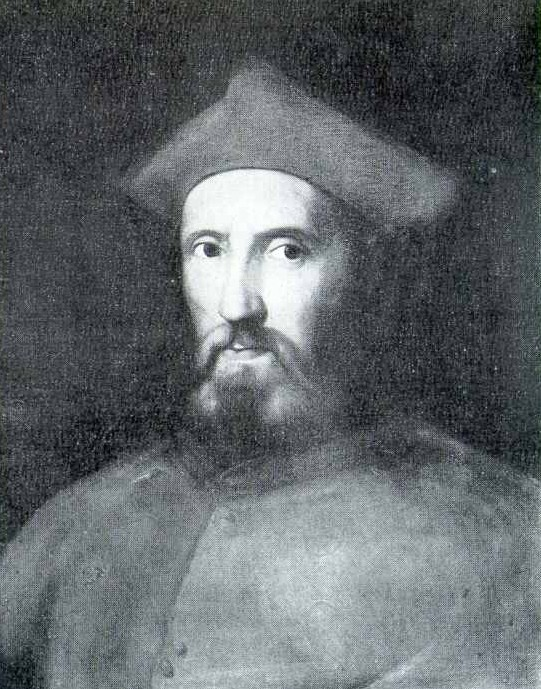
Gasparo Contarini.

Avant son arrivée en Italie, Pole séjourna dans la prestigieuse université d’Avignon, où il rencontra Sadoleto, évêque de Carpentras, avec lequel il noua une profonde amitié : plus tard leurs destins furent unis par l’œuvre commune de rénovation au sein de l’Église. Cette amitié naquit tout d’abord grâce à des relations épistolaires par l’intermédiaire de l’humaniste Bembo ; il existait un réseau européen parmi les intellectuels humanistes de l’époque avec des liens et sentiments d’estime réciproque, comme l’amitié avec l’évêque humaniste de Vérone, Gian Matteo Giberti, chez qui Pole passa un court séjour une fois qu’il eut quitté Avignon pour des problèmes de santé dus au climat, avant d’arriver définitivement à Venise, puis à Padoue.

Tiziano, Pietro Bembo (1539) Washington, National Gallery of Art

Dans ces deux villes vénitiennes, Pole renoua très vite avec ses vieilles amitiés et sut facilement s'en créer de nouvelles au point que sa maison devint le centre d'un cercle d’intellectuels amoureux des belles-lettres, tout en partageant le souci du bien de l'Église, car, parmi eux, il y avait plusieurs membres de l'Oratoire du Divin amour. Dans le contexte vénitien, parmi les nouveaux amis de Reginald Pole : Gian Pietro Carafa, Contarini, Cortese, Marcantonio Flaminio, Ludovico Beccadelli, Alvise Priuli (it).
Sans doute, les événements d’Allemagne et les nouvelles qui leur parvenaient d’Angleterre étaient des sujets de conversations courantes dans ce cercle, avec le souci de réfléchir à des solutions de réforme au sein de l’Église ainsi que la nécessité d’être au clair sur la doctrine de l’Église. Sur ce dernier aspect, en effet, Venise, grâce à ses imprimeries, ses commerces et ses libéralités, était une capitale effervescente devenue rapidement un foyer pour des idées nouvelles, et à Padoue, ville universitaire de la Sérénissime, autour de Pietro Bembo dans sa demeure de Treville, commençait à mûrir les orientations iréniques propres au groupe des Spirituels à partir des études de textes bibliques et patristiques et des écrits d’Érasme. D'ailleurs, le « magnifico messer Gasparo qn Alvise Contarini » qui par sa personnalité, son rang, sa formation, ses capacités diplomatiques, et surtout par son expérience spirituelle, sa foi et sa démarche érasmienne pour une réforme de l’Église, devient la véritable pierre d’achoppement des Spirituels, est le point de référence pour notre jeune étudiant anglais.

#### La rédaction de«Défense de l’unité de L’Église»avec la déclaration nette d’opposition à la politique d’Henry VIII
Pendant ces premières années trente où les idées de réforme des Spirituels prenaient forme et aboutissaient à l’élévation inattendue à la pourpre cardinalice du laïc Contarini, les événements se précipitaient au royaume d’Angleterre : Henry VIII avait épousé secrètement Anne Boleyn en janvier 1533 ; le 28 mai, Cranmer, archevêque de Cantorbéry, avait déclaré l’union valide, et en juillet le pape Clément VII, avait menacé les trois d’excommunication. Thomas Cromwell, Cuthbert Tunstall, Thomas Starkey et d'autres personnalités rédigèrent au nom du roi une série de questions qu'ils soumirent à Pole.
Reginald Pole, à cause de son rang ne pouvait plus tergiverser, et devait prendre position sur le mariage du roi, autant plus que Charles Quint l’avait indirectement sollicité à prendre la tête d’une invasion de l’Angleterre avec l’aide des armées impériales. Par son tempérament et sa fidélité à son cousin, le jeune prince Plantagenêt n’aurait jamais pu être un chef rebelle.
Néanmoins, la demande insistante et insidieuse d'Henri VIII de se positionner permet de voir la manière dont l’humaniste anglais cherche une solution : au printemps 1535, il trouve refuge dans la maison de campagne de son ami Priuli, non loin de Castelfranco, pour mieux méditer dans le silence et pendant tout l’été, il se consacre à l’étude en réunissant des documents et en méditant sur les écritures dans l’intention de rédiger un mémoire à adresser uniquement au roi, sans la volonté de le divulguer avec une publication, pour exposer ses idées sur la question du divorce et sur le rapport entre la suprématie pontificale et l’autorité royale avec l’espérance de ramener son cousin à la raison par des arguments solides et convaincants.
Vers l’automne, ses amis Priuli, Contarini, Dandolo, Lampridio lui rendent visite ; vraisemblablement il discuta avec eux de ce problème et il est certain que les conseils de Contarini en particulier furent un précieux encouragement pour prendre clairement position et commencer la rédaction de son ouvrage. Une fois terminé le long manuscrit, Pole, avant de l’envoyer au roi, le donna à Contarini pour lui demander son avis, celui-ci ne se limita pas à sa lecture, mais, par souci de prudence, le corrigea en soustrayant quelques pages jugées trop polémiques vis-à-vis du roi anglais. Ainsi Pole adressa au monarque une copie de son traité Pro ecclesiasticae unitatis defensione (Pour la défense d'une Église unifiée) qui contenait, outre la réponse aux questions, un réquisitoire en règle contre la politique royale.

#### Réactions d'Henri VIII
Furieux, Henri se vengea en persécutant les membres de sa famille. En novembre 1538, deux de ses frères dont l’aîné Henri, baron Montagu, et plusieurs de leurs parents furent arrêtés et accusés de trahison, incarcérés dans la tour de Londres et exécutés (sauf Geoffrey Pole) en janvier 1539.
La mère de Reginald Pole, Margaret, fut également arrêtée et passa plusieurs années dans des conditions de détention très dures à la tour de Londres pour finir exécutée le 25 mai 1541 malgré ses protestations d’innocence. Cet épisode a toujours été considéré comme une grave erreur judiciaire, même à son époque. Margaret Pole fut béatifiée en 1886 par le pape Léon XIII.
Il est possible que l’animosité d’Henri envers la famille de Pole ait eu une autre raison. Margaret était la dernière descendante de la dynastie des Plantagenêt, ce qui faisait de ses fils des prétendants potentiels au trône d’Angleterre. En 1535, Eustache Chapuys, ambassadeur du Saint Empire auprès de la couronne anglaise, considérait Pole comme un parti possible pour la princesse Marie Tudor, qui allait devenir Marie Ire d'Angleterre.

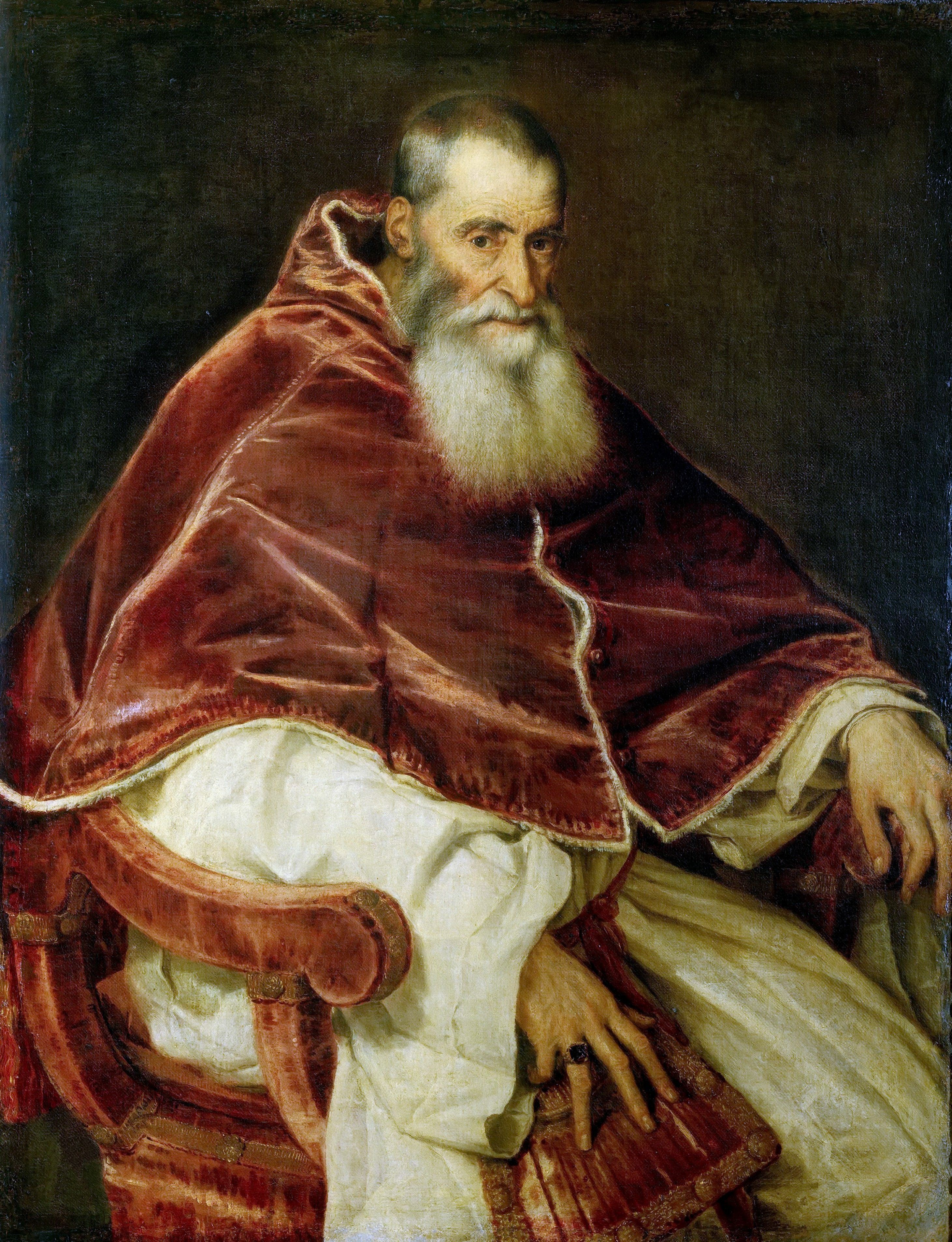
Paul III, par Le Titien

### Le départ de Pole pour Rome et son séjour (1536-1541)

#### L’appel de Contarini à Rome et le Cardinalat
L’histoire du manuscrit Pro ecclesiasticae unitatis defensione, qui devait être lu seulement par Henry VIII, est périlleuse : il passa de mains en mains, jusqu’à arriver au Pape Paul III. Celui-ci avait le souci de réformer l’Église en rénovant tout d’abord la composition du collège cardinalice : en lisant le pamphlet, il vit dans le jeune prince anglais fidèle à l’Église catholique une candidature idéale. Cependant Pole, était contre cette nomination parce ce qu’elle lui semblait une acte trop direct face à la politique de plus en plus despotique d’Henry VIII ; il refusa la pourpre jusqu’à la veille du consistoire du 23 décembre 1536 où le pape, faisant appel à la vertu d’obéissance, l’invita à se rendre à la cérémonie du lendemain et le nomma cardinal au titre de Santi Vito, Modesto e Crescenzia, à son corps défendant, puis en 1537 au titre Santi Nereo e Achilleo.

#### LeConsiulium de emedanda Ecclesia
Sur l’insistance de son ami Contarini, Pole se trouvait déjà à Rome à partir d'octobre 1536, où il fut accueilli directement par Paul III ; sans être prêtre, il fut prié par le Pape de siéger à la Commission présidée par le cardinal vénitien pour travailler à un programme de réformes de la Curie.
Les réunions de cette Commission se tenaient presque chaque jour dans le palais de Contarini et de fortes personnalités en faisaient partie « qui ne cherchaient pas à gagner ou à défendre une position politique définie, car ils étaient tous des hommes mûrs ». Étant le plus jeune, Pole était l’exception de ce groupe, et cette période fut pour lui très formatrice, car, d’une part il put accueillir l’héritage de cette génération de cardinaux qui réfléchissaient pour des réformes au sein de l’Église depuis Léon X, et d’autre part il ne resta pas passif, mais prit une partie active, en étant le principal rédacteur du document récapitulatif Consilium de emendanda Ecclesia, qui fut lu et expliqué au pape par Contarini, le 9 mars 1537. Ce rapport est important car, même s’il n’eut pas les effets directs souhaités, et fut fortement critiqué par certains milieux conservateurs de la Curie, il faut voir l’influence de ses idées sur les réformes qui furent prises successivement par le Concile de Trente : la nécessité de faire cesser les abus qui s'étaient introduits dans la collation et le cumul de bénéfices, ou l'importance de la résidence pour les ecclésiastiques.

#### Le diète deRatisbonneet l'absence de Pole au Consistoire du27 mai 1541
Pendant ses premières années de pontificat (1535-1541), Paul III travaillait sur deux fronts : d’une part, la mise en place d’une réforme intérieure de l’Église catholique, et d’autre part la convocation d’un concile général. Cependant, si les intentions étaient bonnes, les résultats sur l’un et l’autre front n’étaient pas évidents, notamment avec les tentatives avortées de tenir un concile à Mantoue et à Vicence.
Dans ce contexte d’échec, Charles Quint, promoteur infatigable de l’unité de la foi pour sauvegarder l’unité de son Empire, chercha une voie de sortie en promouvant des entretiens entre catholiques et protestants à Worms, puis à Ratisbonne. Ces colloques prirent de l’importance par la présence de personnages éminents, notamment, du côté catholique avec Contarini en qualité de légat pontifical, et du côté protestant avec Melanchthon, disciple de Luther. La bonne volonté des participants permit d’arriver le 2 mai 1541 à une formule unitaire sur la justification par la foi, avec la théorie de la double justice, comme une sorte de compromis.
Ce résultat qui devait être le sommet et l’aboutissement de l’œuvre diplomatique de Contarini et de la démarche irénique des Spirituels signa, au contraire, leur fin. Ceci, parce que, du côté protestant, Luther, sans hésiter, qualifia cette solution comme « un nouveau morceau d’étoffe cousu dans un vieux vêtement », et du côté catholique, la formule trouva en Italie un accueil ambigu.
Peu de jours après, le 17 mai, le cardinal anglais, d’une part, exprima un avis favorable en congratulant son ami pour le succès obtenu, mais d’autre part, son absence pour raison de santé au consistoire de Rome du 27 mai fut déterminante dans les équilibres politiques en faveur du refus de la formule contarienne. Pole envoya à sa place le seul Priuli pour convaincre les forces intransigeantes, mais « on peut imaginer quel poids politique pouvait avoir un Priuli devant un Carafa ou un Aleandro ! », et il n’y eut que Fregoso pour défendre « avec animation et doctement » la formule de Ratisbonne, mais inutilement.
Il y a plusieurs hypothèses faites par les historiens sur la véritable raison de l’absence de Pole au consistoire : premièrement, les récentes études de Fenlon dénoncent la progressive distance doctrinale des deux cardinaux dès les années 1540-41, en considérant la position de Pole plus proche des réformés que celle de Contarini. Deuxièmement, au niveau politique, il est vraisemblable aussi, comme le fait remarquer Simoncelli, que les forces intransigeantes prenaient de l’ampleur dans le collège cardinalice et Pole, par son tempérament, ne voulait pas s’exposer davantage à une cause perdue d’avance.
Toutefois, rien n’empêche de souligner que cette absence de Pole provoqua une mésestime et une prise de distance des Spirituels du collège cardinalice à son égard ainsi que par des sympathisants de ce parti comme Paolo Manuzio ; ce consistoire signa symboliquement la fin politique de ce premier cercle des Spirituels autour du cardinal Gasparo Contarini.

#### Une nouvelle orientation de l’Église: la mise à l’écart de Pole et desSpirituels
Après la diète de Ratisbonne, Paul III, contraint d’évoluer sous la pression des faits et de ses cardinaux, met un terme à sa première politique et s’engage sur la voie d’une double rupture : d’une part, en mettant fin à une certaine indulgence envers les hommes et les doctrines évangéliques qui dorénavant vont être l’objet de sérieuses enquêtes inquisitoriales, et, d’autre part, en relançant l’idée d’un concile général conçu non plus comme un effort pour maintenir l’unité de l’Église, mais comme un « choc frontal avec les hérésies ultramontaines ». Le premier signe de l’évolution de sa position est l’éloignement de Rome de ses anciens collaborateurs les plus éminents partisans de l’unité : Gasparo Contarini est promu à la légation de Bologne et Reginald Pole reçoit le 12 août le gouvernement de Viterbe.

### Reginald Pole etles Spirituelsaprès 1541
Reginald Pole, presque malgré lui, puisqu’il ne cesse de rechercher des moments de solitude et de silence pour la méditation et la prière selon un idéal monastique, se voit chargé du fait de son rang et sa carrure intellectuelle et spirituelle de fonctions ecclésiales décisives dans les années quarante notamment les légations pontificales aux deux convocations au Concile de Trente : il devient aussi le point de référence parmi les prélats qui s’opposent au sein de l’Église à la nouvelle politique intransigeante de Rome depuis la réorganisation de l’Inquisition.

#### L’ecclesia Viterbensis: un groupe hétéroclite autour du Cardinal
Déjà à partir de Septembre 1541, Pole avait assumé la charge de la légation de Viterbe et un groupe des amis se regroupa autour de lui, avec notamment la fameuse et noble poétesse Vittoria Colonna avec laquelle il eut une correspondance assidue durant sa vie. Parmi le cercle autour de Pole à Viterbe : « ...la princesse Giulia Gonzaga, Donato Rullo, Vittore Soranzo, Mario Galeota, Pietro Carnesecchi et Marcantonio Flaminio qui ont perdu leur guide spirituel depuis la mort de Juan de Valdés en juillet 1541, le chapelain Apollonio Merenda, Alvise Priuli, le cardinal Morone ; l’évêque d’Otrante Pietro Antonio Di Capua et le général augustin Girolamo Seripando. » Ce nouveau cercle est connu sous le nom d’« Ecclesia Viterbensis », nom utilisé déjà dans une lettre de Beccadelli de 1542.

#### La découverte de Pole des doctrines valdésiennes par Marcantonio Flaminio
Dans ses études, Firpo fait remarquer que la naissance de Ecclesia Viterbiensis coïncide d’une part, avec la progressive distance idéologique entre les deux cardinaux Spirituels, en particulier depuis les événements politiques de l’après-Ratisbonne, et d’autre part, avec le transfert de Marcantonio Flaminio de Naples à Viterbe, ainsi que d’autres personnages qui comme celui-ci, ont été fortement marqués par les doctrines de l’espagnol Juan de Valdés, exilé en Italie et décédé en juillet 1541 à Naples.

#### Pole, légat pontifical auconcile de Trenteet leBenificio di Cristo

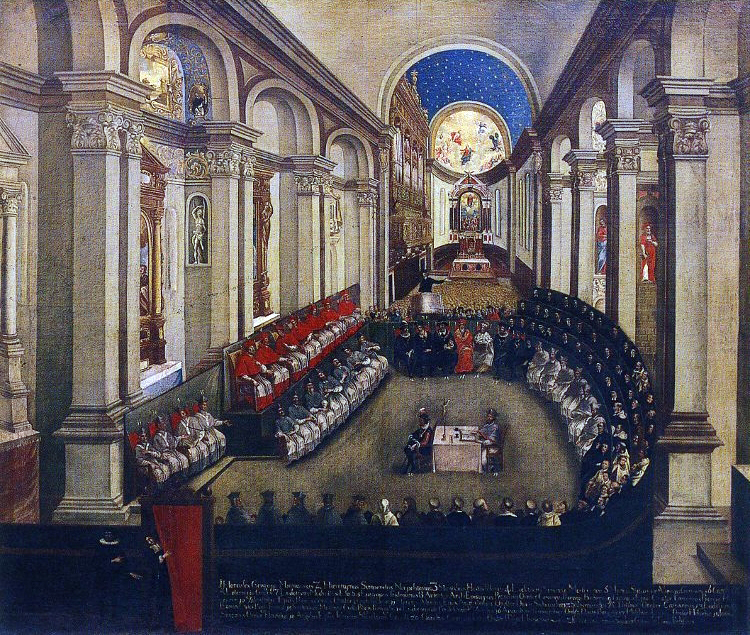
Le concile de Trente dans l'église de Sainte Marie Majeure à Trente.

Après les échecs de Vicence et de Mantoue, Paul III convoqua le concile à Trente, comme pour une sorte de compromis et, malgré sa prise de distance par rapport à l’action diplomatique de Contarini et de son entourage, pour l'ouverture du concile fixée au 1er novembre 1542,, nomma légats pour le représenter à Trente trois cardinaux dont Réginald Pole.
Cependant, à cause de la guerre franco-impériale, le Pape dut renvoyer le concile et c’est seulement grâce à la paix de Crépy qu’il le convoqua de nouveau pour le 25 mars 1545  où il confirma le cardinal anglais comme son Légat. Cette nomination montrait la confiance que le pape Farnèse avait encore pour Pole car les fonctions d’un Légat pontifical au concile étaient très importantes car il s’agissait de diriger les débats conciliaires et de « prendre en tout l’initiative ».
Dans cette première session conciliaire, le thème qui était au cœur des débats conciliaires jusqu’à la sixième session du 13 janvier 1547 était la question de la justification du chrétien devant Dieu sur laquelle les pères devaient se positionner par rapport à la doctrine luthérienne. Ces débats produisirent un long décret dogmatique « sans doute le plus soigné de toute l’histoire conciliaire, avec seize chapitres et trente-trois canons ». Cependant Pole était en désaccord sur la manière de mener les discussions sur la justification car il jugeait que l’imputation de la justice du Christ était reléguée à un deuxième plan et il essaya vainement de faire pression sur les Pères conciliaires, leur demandant de lire aussi les livres luthériens en n’ayant pas « la typique fermeture mentale qui les amenaient à conclure que "si l’a dit Luther, c’est faux" ».
En effet, au-delà de la partie active que les Spirituels prenaient au cours des débats conciliaires, Pole et ses amis du cercle, entre les années 1542-46, jouèrent un rôle important dans la publication du Beneficio di Cristo, œuvre avec des résonances valdésiennes et avec des positions sur la justification clairement réformées : « livre de chevet » de plusieurs Pères du Concile.
Cependant, les débats étaient de plus en plus animés et de façon inattendue Pole, le 28 juin 1546, abandonne Trente demandant d’être exonéré de sa charge, requête qui sera acceptée par le pape le 16 octobre.

#### L’abandon de Pole avant la signature du décret sur la justification par la foi
Officiellement, ce fut pour raison de santé que le cardinal anglais quitta Trente. Sur ce point, les historiens, au cours des siècles, ont fait couler beaucoup d’encre ; les positions de Jedin en 1947 penchaient encore sur le fait que la raison principale était sa maladie, malgré ses positionnements idéologiques. Néanmoins s’il est vrai que le cardinal est fragile de santé, le doute surgit puisque c’est déjà la deuxième fois qu’il manque au rendez-vous à un moment ecclésial décisif. Aujourd’hui, grâce aux études de Fenlon et de Firpo sur ses orientations doctrinales, il ne semble plus acceptable d’imputer la cause du départ qu’à des problèmes de santé.
Selon Simoncelli, en effet, son abandon était un acte purement politique, salué d’ailleurs positivement par la poétesse Colonna, et qu’il faut lire comme « opposé à ce qu’il avait fait au consistoire de 1541 » car Pole était politiquement entre deux feux : d’une part, prendre position sur la justification l’aurait immédiatement mis en état d’accusation de la part de l’aile intransigeante de l’Église et d’autre part, assumer un attitude neutre sur la justification aurait signifié la perte définitive du leadership des Spirituels après la désillusion qu’il avait déjà procurée à ce parti lors du consistoire de 1541. Au contraire, son départ avant la signature du décret sur la justification pris un poids politique grâce auquel il devient le point de référence de ceux qui s’opposent à la politique intransigeante de la curie romaine. Or, cela est particulièrement manifeste dans le conclave de 1549.

### Le conclave de 1549-50
Dès la mort de Paul III, la rumeur publique attribuait sa succession à Réginald Pole. Cela sans doute à cause de ses qualités personnelles, son origine aristocratique, son leadership reconquis au sein du parti des Spirituels dans le collège cardinalice à cause de son acte explicite du refus de signer le décret sur la foi, mais surtout parce qu'il était le candidat de Charles Quint à la papauté.
L’histoire de ce fameux conclave a été le sujet de nombreux récits où les historiens ont souvent exalté l’attitude stoïque de Pole qui n’a pas cherché à compromettre son intégrité pour être élu : alors qu’il était le candidat ayant la majorité des voix tout au long du conclave et pour une seule voix, le 5 décembre 1549, il n’a pu franchir le seuil pontifical.
En lisant ces récits, il est difficile de comprendre si par son tempérament Pole, en refusant de se battre, avait une certaine crainte d’assumer la responsabilité de la tiare, ou si, comme les pensent des historiens récents, il avait une telle conviction d’être l’élu selon la prophétie du pape « Anglicus-Angélicus » qu’il ne voulait pas se mêler à ces bassesses,.
Toutefois, entre l’appui impérial et les pressions politiques françaises contre l’élection du cardinal anglais, selon Simoncelli, la raison principale qui firent obstacle à l’élection sont les accusations d’hérésie lancées contre lui par le cardinal Carafa lors du conclave. Par la considération que le collège cardinalice donna à ces accusations qui ne furent que temporaires et suivies par la clarification et la pacification des deux cardinaux, pour Simoncelli, il s'agit premièrement d'un renversement des équilibres d’un conclave où les enjeux religieux-doctrinaux passent désormais sur un premier plan au détriment des enjeux politiques toujours présents, mais non déterminants à l’élection ; deuxièmement, qu'il s'agit d'une augmentation progressive du pouvoir des membres de l’Inquisition dans les conclaves jusqu’à en arriver à faire élire Paul IV en 1555 ; troisièmement, qu'avec cette élection manquée de Pole, c’est la fin politique des Spirituels, même si dans les décennies qui suivent des personnages de haute valeur travaillent encore à la vigne du Seigneur d’une manière remarquable, avec l’exemple par excellence du cardinal Morone.

### Retour en Angleterre
La mort d'Edouard VI le 6 juillet 1553 et l'accès au pouvoir de Marie Tudor mirent un terme à l'exil de Pole qui put revenir en Angleterre d'abord comme légat pontifical ; mais Marie Tudor et l'empereur Charles Quint le firent patienter jusqu'au 20 novembre 1554, par crainte que l'arrivée d'un légat du pape en Angleterre ne contribuât à exacerber l'opposition populaire au mariage de Marie avec le fils de Charles, Phillippe II.

### Conseiller de Marie Tudor

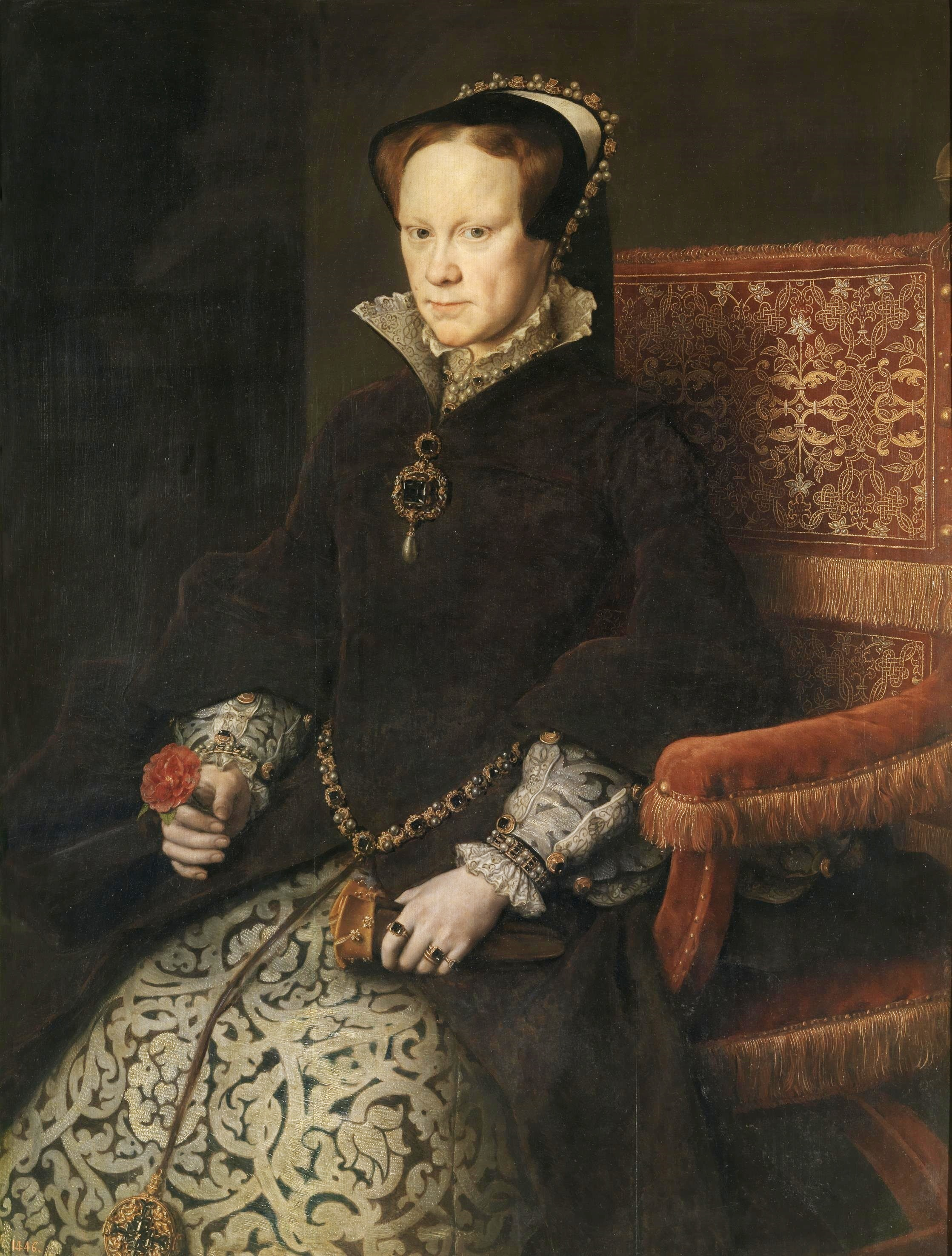
Marie Tudor, surnommée Marie la sanglante

Sous le règne de Marie Ire, Pole fut enfin ordonné prêtre le 20 mars 1557 et fut nommé archevêque de Cantorbéry, fonction qu'il allait conserver jusqu'à sa mort. En plus de ses responsabilités sacerdotales, Pole fut le premier ministre de facto de Marie et son conseiller le plus écouté. À ce titre, il contribua aux persécutions et aux exécutions de protestants sur le bûcher qui valurent à la reine le surnom de Marie la sanglante et contribuèrent à nourrir la haine de nombreuses générations de protestants envers l'Église catholique, ce que Pole n'avait pas voulu.
Il mourut à Londres le 17 novembre 1558, quelques heures seulement après la reine emportée au cours d'une même épidémie de grippe. Sa dépouille repose près de l'enceinte nord de la Couronne de la cathédrale de Cantorbéry.

## Œuvres
Il est l'auteur d'un De Concilio ainsi que de plusieurs traités sur l'autorité du pontife romain, sur la Réforme anglicane et d'un corpus de lettres fort intéressantes pour l'histoire de l'époque.
Dans son Apologia ad Carolum V Caesarem (Apologie à l'empereur Charles-Quint, 1552), Pole fait une condamnation sans appel du livre de Nicolas Machiavel, Le Prince, au sujet duquel il écrit : « Je trouve que ce genre d'ouvrage est l'œuvre d'ennemis du genre humain. Il explique par le menu comment la religion, la justice et tout penchant à la vertu peuvent être anéantis ». Cet ouvrage lui avait été signalé par Thomas Cromwell.